# Саріт Танарат
Саріт Танарат (16 червня 1908 - 8 грудня 1963 Бангкок) військовий та політичний діяч, прем'єр-міністр Таїланду (1959—1963), фельдмаршал.